# Grofice Mainea
Ovaj članak sadrži popis supruga vladarâ Mainea. Posljednja žena na popisu bila je vojvotkinja.

## Popis
Rorgonidi
- Adeltruda, supruga Gauzlina I.
- Bilihilda, supruga Rorgona I.
- Rotilda, kći Karla II. Ćelavog te supruga Rogerija od Mainea

Hugonidi
- Berta od Bloisa, kći Oda II. od Bloisa te supruga Huga IV. od Mainea

Dinastija Este
- Erija od Hautevillea

Dinastija Baugency
- Matilda od Château-du-Loira
- Identitet nejasan

Dinastija Plantagenet
- Matilda Engleska, kći Henrika I. Engleskog
- Filipa od Perchea?
- Eleonora Akvitanska, supruga Henrika II. Engleskog
- Margareta Francuska, supruga Henrika Mladog
- Berengarija Navarska, supruga Rikarda I. Lavljeg Srca
- Izabela od Angoulêmea, supruga Ivana bez Zemlje

Dinastija Anjou (Kapetovići)
- Beatrica Provansalska
- Margareta Burgundska, kraljica Sicilije
- Marija Arpadović

Dinastija Valois
- Ivana Hroma, supruga Filipa VI. Sretnog
- Bona Luksemburška
- Ivana I. od Auvergnea
- Marija od Bloisa, vojvotkinja Anjoua
- Jolanda Aragonska
- Margareta Savojska, vojvotkinja Anjoua
- Covella Ruffo
- Izabela Luksemburška (umrla 1472.)
- Ivana od Lotaringije

Lotarinška dinastija
- Henriette Savojska, markiza Villarsa
- Marija Henriette Gonzaga

Burbonci
- Louise Bénédicte de Bourbon